# Чепці
Че́пці, Чепцівці — колишнє село в Україні, у Сахновецькій сільській громаді Шепетівського району Хмельницької області. Розташоване на річці Хоморі. 

## Населення

### Мова
Розподіл населення за рідною мовою за даними перепису 2001 року:
| Мова       | Кількість | Відсоток |
| ---------- | --------- | -------- |
| українська | 24        | 100%     |

## Географія
На південній стороні від села пролягає автошлях Р32.